# Romeo y Julieta en el cine
La obra Romeo y Julieta, de William Shakespeare es una de las obras teatrales más adaptadas al cine de todos los tiempos.
Las más notables producciones cinematográficas son la multinominada en los Óscar de George Cukor en 1936, la versión de 1968 de Franco Zeffirelli y la producción inspirada en la estética de los videoclips de la MTV de Baz Luhrmann Romeo + Julieta de 1996. Las dos últimas fueron cada una en su momento, la película basada en una obra de Shakespeare más taquillera hasta entonces.
En la película de Cukor actuaron Norma Shearer y Leslie Howard, que con la suma de sus edades juntas sobrepasaban los 75 años, resultando demasiado maduros como para representar de manera convincente a los adolescentes enamorados. Zeffirelli obtuvo un gran éxito con su película utilizando por primera vez a dos jóvenes intérpretes con las edades de Romeo y Julieta, quince y diecisiete años, y actualizando el enfoque para atraer a la generación contracultural de los años 1960 que, como los amantes de Verona, se veían separados de sus padres conservadores y estrictos debido a sus ideales de pacifismo y libertad. La cinta también generó cierta controversia al incluir una escena con la noche de bodas en que la actriz aparece desnuda, a pesar de ser menor de edad. Tres décadas más tarde Baz Luhrmann repitió el éxito al conectar también con los jóvenes de los años 1990 con una versión trepidante con estética de videoclip, más oscura y ambientada en el moderno Miami contemporáneo con los Montesco y Capuleto convertidos en familias de poderosos narcotraficantes.